# 3-й проезд Перова Поля
Тре́тий прое́зд Перо́ва По́ля — проезд, расположенный в Восточном административном округе города Москвы на территории района Перово.

## История
Проезд был образован и получил своё название 8 мая 1950 года при застройке полей, прилегавших к бывшему подмосковному городу Перово, в 1960 году вошедшему в состав Москвы.

## Расположение
3-й проезд Перова Поля проходит от 2-го проезда Перова Поля на юго-восток до Зелёного проспекта, с востока к нему примыкает 4-й проезд Перова Поля. Нумерация домов начинается от 2-го проезда Перова Поля.

## Примечательные здания и сооружения
По нечётной стороне:

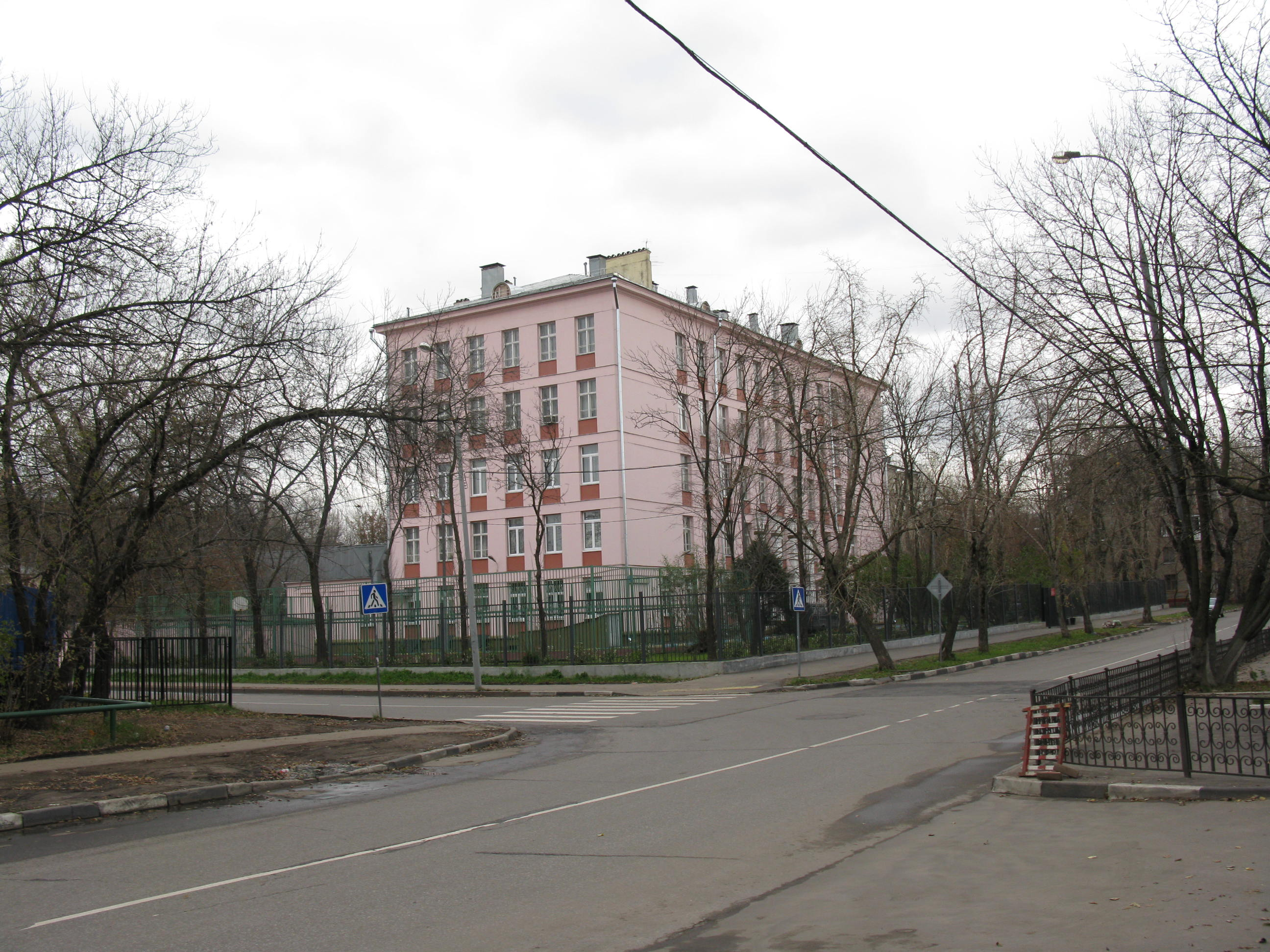
Экономико-технологический колледж № 22

- д. 3 — Экономико-технологический колледж № 22
- д. 3а — Лефортовское отделение Сбербанка России

По чётной стороне:

## Транспорт

### Наземный транспорт
По 3-му проезду Перова Поля не проходят маршруты наземного общественного транспорта. У юго-западного конца проезда, на Зелёном проспекте, расположены остановки «Зелёный проспект» и «1-й проезд Перова Поля» автобусов 131, 449, 787, 842, т77.

### Метро
- Станция метро «Перово» Калининской линии — восточнее проезда, на Зелёном проспекте